# Ex opere operantis
Ex opere operantis (łac. „z dzieła działającego”) – w Kościele katolickim: jeden z warunków przygotowania przed przyjęciem sakramentu.
W Biblii znajdują się ostrzeżenia dla wiernych przed nadmiernym zrytualizowaniem religijności. W Księdze Izajasza zapisana jest skarga, w której Bóg stwierdza, że lud zbliża się do Niego tylko w słowach, sławiąc Go wyłącznie wargami, podczas gdy jego serce pozostaje z dala od Niego, co oznacza, że cześć oddawana Bogu jest tylko wyuczonym przez ludzi zwyczajem (por. Iz 29, 13).